# Servicio Geológico Minero Argentino
El Servicio Geológico Minero Argentino (SEGEMAR) es un ente descentralizado argentino que funciona bajo la órbita del Ministerio de Economía, cuya misión es promover el desarrollo tecnológico en el área minera considerando los aspectos sociales y ambientales.
Fue creado en 1996 y es el responsable de haber descubierto 8 de cada 10 áreas con recursos mineros encontrados en el país.

## Dependencias
- Instituto de Geología y Recursos Minerales (IGRM): estudia e identifica los recursos geológico-mineros del país
- Instituto de Tecnología Minera (INTEMIN): promueve la actualización tecnológica en el área minera